# سوتو ای امیو
سوتو ای امیو (به اسپانیایی: Soto y Amío) یکی از دهستان‌های اسپانیا است که در استان لئون، اسپانیا واقع شده‌است.

## خصوصیات
سوتو ای امیو ۶۹ کیلومترمربع مساحت و ۱٬۰۱۱ نفر جمعیت دارد.